# Q-D-Š
Q-D-Š (ou Q-D-Sh, parfois traduit Q-D-S) est une racine sémitique de nombreuses langues anciennes et modernes depuis au moins le IIIe millénaire avant notre ère. Les sens que recouvrent cette racine sont « sacré », pouvoir « divin », « séparer », et « sanctuaire »,. La racine est Q-D-Š en araméen, hébreu, syriaque, en  phénicien reconstitué, et Q-D-S in arabe et guèze.